# Challenger de Poprad
Poprad-Tatry ATP Challenger Tour es un torneo profesional de tenis. Pertenece al ATP Challenger Series. Se juega desde el año 2015 sobre pistas de polvo de ladrillo, en Poprad, Eslovaquia.

## Palmarés

### Individuales
| Año  | Campeón       | Finalista               | Resultado     |
| ---- | ------------- | ----------------------- | ------------- |
| 2015 | Adam Pavlásek | Hans Podlipnik-Castillo | 6:2, 3:6, 6:3 |

### Dobles
| Año  | Campeones               | Finalistas                   | Resultado |
| ---- | ----------------------- | ---------------------------- | --------- |
| 2015 | Roman Jebavý Jan Šátral | Norbert Gombos Adam Pavlásek | 6:2, 6:2  |